# SUPER GENERATION
《SUPER GENERATION》은 미즈키 나나의 13집 싱글이다. 2006년 1월 18일에 출시되었다.

## 곡 목록
1. Super Generation
2. Brave Phoenix
3. 光